# Charles Gérard (Maler)
Charles Gérard (* 1857 in Saint-Josse-ten-Noode/Sint-Joost-ten-Node; † 1932 in Melle bei Gent) war ein belgischer Landschafts-, Veduten- und Marinemaler.
Gérard war Sohn des belgischen Genremalers Théodore Gérard. Von 1870 bis 1879 studierte er Malerei an der Académie royale des Beaux-Arts de Bruxelles. In Brüssel, Gent und Mechelen war er anschließend tätig, unter anderem als Zeichenlehrer. Er schuf auch Feder-Zeichnungen und nahm an nationalen Ausstellungen teil, so 1880 an der Exposition historique de l’art belge und 1884 an der Exposition génerale des beaux-arts, beide in Brüssel.